# Байдібек-бійський сільський округ
Байдібе́к-бі́йський сільський округ (каз. Бәйдібек биауылдық округі, рос. Байдибек-бийский сельский округ) — адміністративна одиниця у складі Єнбекшиказахського району Алматинської області Казахстану. Адміністративний центр — село Байдібек-бі.
Станом на 1989 рік існувала Євгенемаловодненська сільська рада (село Маловодне). До 2014 року сільський округ називався Євгенемаловодненським.
Населення — 10444 особи (2021; 9802 у 2009, 7001 у 1999, 7452 у 1989).